# Дембово (Накельський повіт)
Дембово (пол. Dębowo) — село в Польщі, у гміні Садки Накельського повіту Куявсько-Поморського воєводства.
Населення — 644 особи (2011).
У 1975-1998 роках село належало до Бидгощського воєводства.

## Демографія
Демографічна структура станом на 31 березня 2011 року:
|          | Загалом | Допрацездатний вік | Працездатний вік | Постпрацездатний вік |
| -------- | ------- | ------------------ | ---------------- | -------------------- |
| Чоловіки | 346     | 94                 | 223              | 29                   |
| Жінки    | 298     | 68                 | 169              | 61                   |
| Разом    | 644     | 162                | 392              | 90                   |